# Савченко Сергій Вікторович (військовик)
Сергі́й Ві́кторович Са́вченко — полковник Збройних сил України.
Основне місце дислокування частини — місто Рівне, військовослужбовець управління оперативного командування «Північ».

## Нагороди
19 липня 2014 року — за особисту мужність і героїзм, виявлені у захисті державного суверенітету та територіальної цілісності України, вірність військовій присязі під час російсько-української війни, відзначений — нагороджений орденом Богдана Хмельницького III ступеня.
- орден Богдана Хмельницького II ступеня (2022) — за особисту мужність і високий професіоналізм, виявлені у захисті державного суверенітету та територіальної цілісності України, зразкове виконання військового обов'язку[1].